# Ragnar Ericzon
Ragnar Ericzon   (Vikmanshyttan, 5 de juny de 1926 - Örebro, 5 de març de 2010) fou un atleta suec, especialista en el llançament de javelina, que va competir a finals de la Segona Guerra Mundial.
El 1952 va prendre part en els Jocs Olímpics d'Estiu de Hèlsinki, on fou setè en la prova del llançament de javelina del programa d'atletisme.
En el seu palmarès destaca una medalla de bronze en la prova del llançament de javelina al Campionat d'Europa d'atletisme de 1950, rere Toivo Hyytiäinen i Per-Arne Berglund.

## Millors marques
- Llançament de martell. 73,93 metre (1950)[3]